# Villavieja
Villavieja is een gemeente in het Colombiaanse departement Huila. De gemeente telt 7314 inwoners (2005). De Tatacoawoestijn ligt bijna geheel in de gemeente Villavieja.

## Geschiedenis
De ogenschijnlijke sereniteit van het woestijnlandschap contrasteert met een turbulent verleden waarin indianen van verschillende stammen strijd leverden tegen de conquistadores. Op zoek naar El Dorado, het mythische goudland, doorkruisten ze het gebied met achterlating van vele slachtoffers. Om deze reden wordt het gebied ook wel El Valle de las Tristezas ("de Vallei van de Treurnissen") genoemd. Na de stichting van Neiva, stichtte de Spaanse veroveraar Juan Alonso op 18 augustus 1550 een tweede hoofdstad van het departement Huila. Deze stad werd op 14 november 1569 door de opstandige indianen verwoest. Door de stichting van nieuwe steden verderop, kreeg dit stadje de naam Villavieja ("oude stad").

## Geografie
Het grootste deel van de gemeente bestaat uit vlaktes en lichtglooiende heuvels. Naar het noorden en oosten van de gemeente bevinden zich enkele plateaus die deel uitmaken van de westelijke hellingen van de Cordillera Oriental. Vanwege de ligging is het gebied droog en heet. Er heeft zich een woestijnklimaat gevormd. Andere delen van de gemeente worden doorsneden door de rivieren Cabrera, Magdalena en Villavieja.

## Topografie

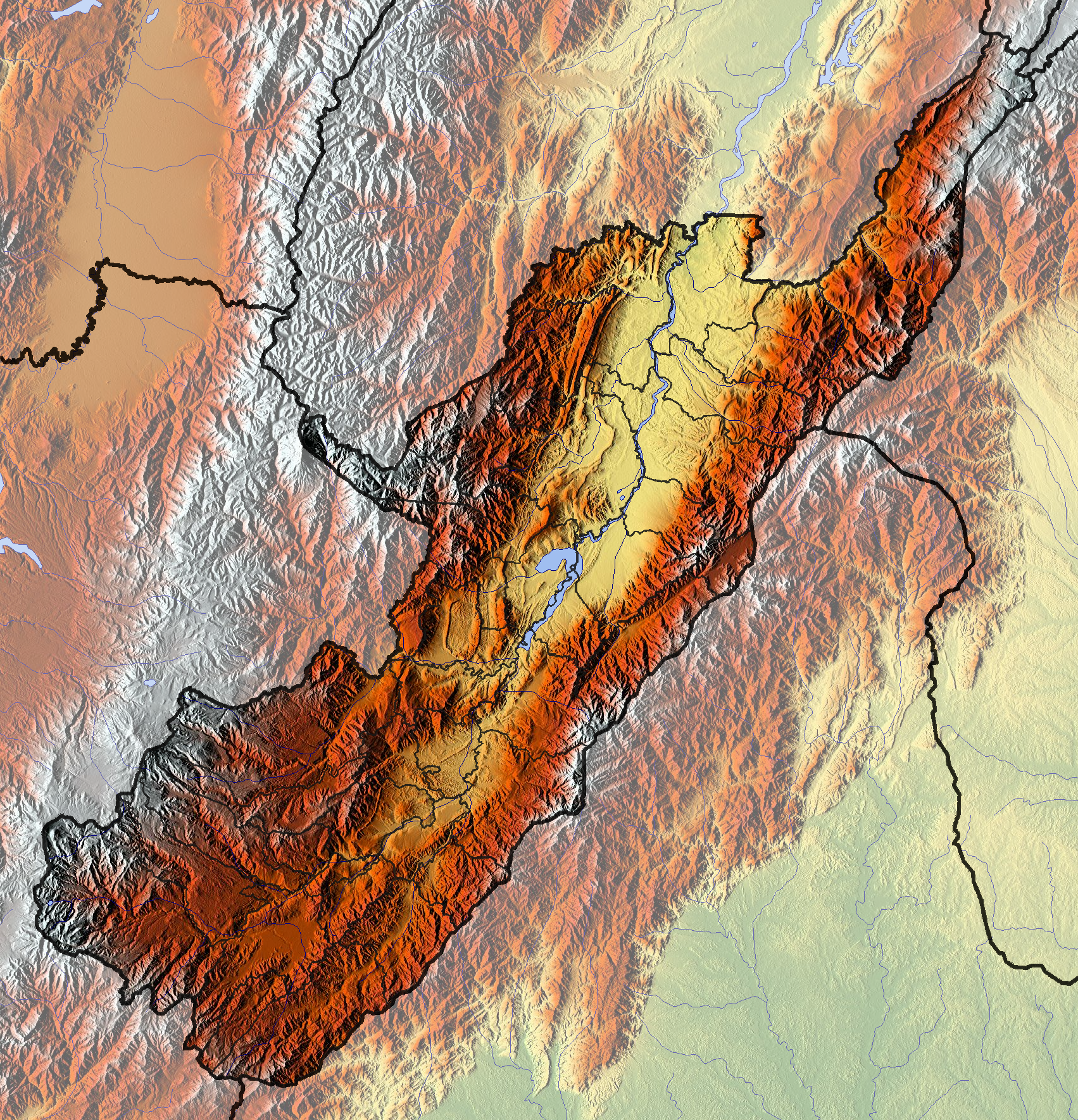
Topografie van Huila

|  |  |

## Formatie
De geologische Villavieja-formatie is genoemd naar de gemeente. In deze formatie zijn de meeste Miocene prehistorische diersoorten van Colombia gevonden van onder andere:
- Caiman lutescens
- Gryposuchus colombianus
- Glyptodontidae
- Hondadelphys
- Huilabradys
- Huilatherium
- Langstonia
- Neotamandua
- Purussaurus
- Villarroelia